# Mostly Ghostly: Who Let the Ghosts Out?
Mostly Ghostly (en Hispanoamérica Magia Fantasmagórica, en España Fantasmas a Mogollón) es una película familiar de fantasía de Universal Studios basada en la serie de libros creados por R.L. Stine como Goosebumps y la serie homónima. La película fue lanzada directamente a DVD el 30 de septiembre de 2008. Este filme fue la película debut de Ali Lohan. También se estrenó en Disney Channel el 11 de octubre de 2008. El octubre de cada año las reposiciones en Disney Channel como parte de su programación el tema de Halloween. También se puede ventilar en las repeticiones fuera del mes de octubre en el canal. La película se proyectó en Disney Channel ese año como parte de su "Wiz-Tober Celebration". La película cuenta con apariciones de Sterling Beaumon, Ali Lohan, Madison Pettis, Luke Benward, Brian Stepanek, David DeLuise, Adam Hicks, Kim Rhodes, Sabrina Bryan y Noah Cyrus.

## Sinopsis
Max Doyle (Sterling Beaumon): Es un niño de 11 años de edad, cuyo amor por la práctica de la magia decepciona a su padre (David DeLuise) y señala a las burlas de su hermano mayor, Colin (Adam Hicks). Mientras que lava la ropa en el sótano, Max oye voces. Si bien la investigación de la fuente del sonido, que ve una mano sale de la pared. Un túnel oculto detrás de la pared pasa a albergar en el mundo con Phears (Brian Stepanek) y su grupo de fantasmas. Phears tiene la intención de liberarse a sí mismo y sus secuaces en el mundo de los fantasmas que habitan en el mundo físico, pero será capaz de hacerlo sólo en Halloween. Más tarde, Max encuentra a los fantasmas de dos chicos, Nicky (Luke Benward) y Tara Roland (Madison Pettis), de repente han llegado a ocupar su habitación. Explican que necesitan su ayuda para aprender quiénes son, cómo llegaron a ser fantasmas, y lo que les ha sucedido a sus padres. Por una razón el solo puede ver a los fantasmas y nadie más que el, que son capaces de interactuar con los objetos del mundo físico. Esto les permite asustar a un niño que ha sido el acoso en la escuela Max. Poco después, Tara y Nicky descubren que Phears fue el que mató a sus padres y ahora tiene a los fantasmas de su cautiverio. Durante los ensayos del espectáculo de magia de Max, Tara es capturada por Phears. Max le dice a Nicky de lo sucedido y Nicky le sugiere a él que entre al túnel del sótano para encontrarla. De la misma manera la gente no ve fantasmas, los fantasmas no pueden ver a Max. Se recupera un cuadro de Tara que contiene un anillo para derrotar a los fantasmas malignos, pero Phears le impide escapar con él. Traci (Ali Lohan), una chica de la escuela en la que va Max, se convierte en su ayudante para su show de magia porque vio en el bus que tiene poderes (Pero en realidad fueron Tara y Nicky). Llevan a cabo con la ayuda de Nicky objetos en movimiento alrededor, lo que parece que Max en realidad los mueve con su magia. En Halloween, Phears finalmente rompe la pared del túnel. Allí, Max canta el hechizo: De la luz de la tierra la oscuridad descenderá, en caso de vuelta todo peligrará, cuando las manos apunten a los cielos, la luna absorberá la oscuridad y los secuaces Phears son enviados de vuelta a las profundidades de la tierra, pero Phears se escapa en forma de una cucaracha, sin que nadie lo vea.

## Personajes
- Max Doyle (Sterling Beaumon) - Un niño de 11 años de edad, quien se ve obligado a mantener a Nicky y Tara lejos de su enemigo, Phears. Max es el único que puede ver, por alguna razón. Max le encanta la magia y mientras por eso lo molesta su hermano, Colin.
- Tara Roland (Madison Pettis) - Una fantasma niña de nueve años de edad, a quien le gusta Max en secreto. Ella es la más joven. Vivía en la casa antes de que los padres de Max se mudaran. Ella pudo conseguir que Nicky haga lo que Max le pida.
- Nicolás "Nicky" Roland (Luke Benward) - Un niño de 11 y medio años de edad, es el hermano mayor de Tara, a veces lleva un disgusto a Max. Vivió en la casa de Max y le gusta hacer bromas a Max y a su familia en ocasiones .
- John Doyle (David DeLuise) - Es el padre de Max, él está decepcionado de su hijo por no querer ser deportista como su hermano, Colin, y en vez querer ser un mago.
- Harriett Doyle (Kim Rhodes) - Es la madre de Max, ella es distinta a su esposo en las cosas de su hijo, ella lo apoya a Max muchas veces y se sorprendió cuando su hijo hizo un acto de magia en el Show de Talentos.
- Colin Doyle (Adam Hicks) - Es el hermano de Max, a él le gusta los deportes y al contrario de su hermano no le importa la magia y siempre lo molesta y embromea.
- Phears (Brian Stepanek) - Un fantasma maligno que después que capturó a los padres de Tara y Nicky los quiere capturar a ellos. Phears amenaza a Max varias veces durante la película sino les dice donde están ellos. Él es el antagonista principal de la película junto a sus secuaces que son los antagonistas de los secundarios.
- Traci Walker (Ali Lohan) - Una chica popular que no le hace caso a Max, incluso cuando el tarda en hablar. Hasta que ve lo que hace con un bravucón en el autobús.
- Billy (Travis T. Flory).

- Datos: Q4256643